# Rifugio Vandelli
Das Rifugio Vandelli, vollständiger Name Rifugio Alfonso Vandelli al Sorapiss (deutsch auch Vandellihütte oder Sorapisshütte), ist eine alpine Schutzhütte der Sektion Venedig des Club Alpino Italiano (CAI) in der Sorapiss-Gruppe in der Provinz Belluno. Die Hütte wird in der Regel von Mitte Juni bis Mitte September bewirtschaftet. Sie bietet 57 Schlafplätze und verfügt über einen Winterraum mit vier Schlafplätzen.

## Lage
Die Schutzhütte liegt auf 1926 m s.l.m. im Talkessel glazialen Ursprungs der Sorapiss-Gruppe in den Ampezzaner Dolomiten unweit des Sorapissees. Am Rifugio Vandelli führen der Dolomiten-Höhenweg 3 und 4 vorbei.

## Geschichte
Die Hütte wurde 1891 als Pfalzgau Hütte von der Sektion Pfalzgau des Deutschen und Österreichischen Alpenvereins in der Nähe des Sorapissees errichtet. Nachdem sie 1895 von einer Lawine zerstört worden war, wurde sie ein Jahr später an einer etwa 100 m weiter nördlich liegenden Stelle neu errichtet. Während der Kriegswinter 1916 und 1917 wurde sie erneut durch Lawinenabgänge schwer in Mitleidenschaft gezogen. Nach dem Ersten Weltkrieg wurde die Hütte, wie allen anderen nun auf italienischem Staatsgebiet liegenden Schutzhütten des DÖAV, enteignet und dem CAI übergeben. Die Sektion Venedig des CAI baute die Hütte neu auf und konnte sie 1924 unter dem Namen Rifugio Cesare Luigi Luzzatti, in Erinnerung an ein verdientes Sektionsmitglied, einweihen. Nach der Verabschiedung der italienischen Rassengesetze wurde sie 1939 in Rifugio Sorapis umbenannt. Das den Zweiten Weltkrieg unbeschadet überstandene Rifugio konnte 1947 wieder eröffnet werden. Im Oktober 1959 brannte die Hütte bis auf die Grundmauern nieder. Das an gleicher Stelle wieder aufgebaute Rifugio konnte 1966 eröffnet werden. Es ist nach dem langjährigen Präsidenten der Sektion Venedig Alfonso Vandelli benannt.

## Zugänge
- Vom Passo Tre Croci, 1805 m ⊙ auf Weg 215 in ca. 1 ½ Stunden, auf Weg 213 in 2 ¾ bis 3 Stunden
- Vom Val d’Ansièi – Federavecchia, 1368 m ⊙ auf Weg 217 in 2 ¾ bis 3 Stunden

## Nachbarhütten und Übergänge
- Zum Rifugio San Marco, 1823 m ⊙ auf Weg 215, 242, Klettersteig Berti, 246, 226 in ca. 7 Stunden
- Zum Rifugio Capanna Tondi, 2327 m ⊙ auf Weg 215, 216, 223, 213 in 3 ½ Stunden
- Zum Bivacco Slàtaper, 2600 m ⊙ auf Weg 215, 242, Klettersteig Berti in 5 ½ Stunden
- Zum Bivacco Còmici, 2000 m ⊙ auf Klettersteig Vandelli in 3 ¾ Stunden

## Karten und Literatur
- Tabacco-Karte 1:25.000, Blatt Nr. 03, Cortina d'Ampezzo e Dolomiti Ampezzane
- Kompasskarte 1:50.000, Blatt Nr. 55, Cortina d’Ampezzo
- Stefano Ardito: I 100 Rifugi più belli delle Dolomiti. Iter, Subiaco 2017 ISBN 978-88-8177-272-8.
- Carlo Avoscan, Fabrizio Francescon (Hrsg.): Rifugi della provincia di Belluno. Cenni storici, accessi, traversate, ascensioni alla ricerca delle creature più belle delle Dolomiti. Provincia di Belluno, Dosson di Casier 2006.